# Alle für Ella
Alle für Ella ist ein Musik- und Jugendfilm der Regisseurin Teresa Fritzi Hoerl und erzählt von vier Freundinnen, die kurz vor dem Abi stehen und mit ihrer Band an einem Musik-Contest teilnehmen wollen. Weltkino Filmverleih und Universal Pictures Germany brachten den Film am 8. September 2022 in die deutschen Kinos.

## Handlung
Ella ist im letzten Schuljahr und hat zusammen mit ihren drei besten Freundinnen die Band Virginia Woolfpack gegründet. Sie überredet die Mädchen, bei einem Song-Contest mitzumachen. Ihr stärkster Konkurrent ist der arrogante Rapper AlfaMK, den Ella von ihrem Nebenjob als Putzhilfe kennt. AlfaMK heißt eigentlich Leon. Bald kommen sich Leon und Ella näher. Als Ella in Leons Musikstudio ein paar Hooks einsingt und er sie in seinem Song für den Contest verwendet, gerät Ella in einen Loyalitätskonflikt, denn ihre drei besten Freundinnen ahnen nichts von der Kollaboration.
Als Ellas Freundinnen ihr eröffnen, dass sie nach dem Abitur alle ganz unterschiedliche Pläne haben und die Band eher aufgeben wollen, ist Ella tief getroffen. Sie vereinbart zusammen mit Leon einen Termin bei einem Musikproduzenten. Als die Mädchen ihr eröffnen, das mit der Band noch einmal überdenken zu wollen, geht sie doch mit ihnen zum Produzenten. Doch weil ihre Freundinnen den Termin nicht ernst nehmen, sogar bekifft sind und dann auch noch Leon auftaucht, kommt es zur Katastrophe: Ihre Freundinnen verstehen, dass Ella sie mit Leon hintergangen hat, und werfen sie aus der Band.
Ella verzweifelt zunächst, unternimmt dann aber noch einen letzten Versuch beim Finale des Musikcontests, zusammen mit Leon ihre Freundinnen zurückzugewinnen. Sie weiß nun, dass Freundschaft manchmal wichtiger ist als die große Karriere.

## Produktion
Der Film ist eine Produktion von Neue Bioskop Film in Zusammenarbeit mit Via Film. Der Film wurde produktionsgefördert vom FilmFernsehFonds Bayern, der Mitteldeutschen Medienförderung, Nordmedia, der Filmförderungsanstalt, der Beauftragten der Bundesregierung für Kultur und Medien und dem Deutschen Filmförderfonds. Während der Produktion trug der Film noch den Arbeitstitel Featuring Ella.
Am 23. Mai 2022 wurde ein erster Teaser zum Film veröffentlicht, am 3. Juni folgte das erste Musikvideo der Filmband Virginia Woolfpack mit dem Song Meine Fehler und am 13. Juli folgte der Trailer.

## Rezeption
Die Jury der Deutschen Film- und Medienbewertung hat den Film mit dem Prädikat „wertvoll“ ausgezeichnet und begründet dies mit einem Lob für Bild-, Farb- und Lichtgestaltung sowie herausragenden Sound und gute Montage.
Axel Timo Purr urteilt auf artechock.de: „Doch es gibt natürlich noch mehr, das an diesem Jugendfilm gefällt und überrascht, der nicht nur mit einem gut gebauten Drehbuch (Timo Baer, Anja Scharf) überzeugt, das eine immer wieder wilde Gratwanderung zwischen jugendlichem Melo- und Sozialdrama, also einem gut situierten Sozialmärchen austariert, sondern der auch durch seine hervorragenden Schauspieler Spaß macht.“